# E61 (trasa europejska)
E61 – trasa europejska pośrednia północ-południe, biegnąca przez południową Austrię, zachodnią Słowenię, północne Włochy i północno-zachodnią Chorwację.
E61 zaczyna się w Villach, gdzie odbija od tras europejskich E55 i E66. W Austrii E61 biegnie szlakiem autostrady A11 do granicy państwowej w Tunelu Karawanki. Na terenie Słowenii E61 biegnie szlakami autostrad: 
- A2 przez Kranj do Lublany (na odcinku od węzła Lipce-Jesenice do wsi Radovljica – drogą krajową nr 202),
- A1 do węzła Senožeče,
- A3 do granicy państwowej Sežana – Villa Opicina.

Na terenie Włoch E61 biegnie lokalnymi drogami do Triestu, a następnie do granicy państwowej Kozina – Pesse.
Drugi odcinek E61 w Słowenii biegnie drogą krajową nr 12 do przejścia granicznego Starod – Pasjak. W Chorwacji E61 biegnie szlakiem drogi krajowej nr 8 do Rijeki, gdzie łączy się z trasą europejską E65.
Ogólna długość trasy E61 wynosi około 236 km, z tego 23 km w Austrii, 150 km w Słowenii, 9 km we Włoszech, 29 km w Słowenii i 26 km w Chorwacji.